# Faded (canção de Alan Walker)
"Faded" é uma canção gravada pelo produtor e DJ norueguês Alan Walker, gravada para o seu primeiro álbum de estúdio Different World. Incorporando vocais de apoio fornecidos pela artista norueguesa Iselin Solheim, o single seria originalmente lançado em 25 de novembro de 2015, mas foi adiado para 3 de dezembro do mesmo ano. A música foi bem-sucedida, ficando entre as dez melhores canções na maioria dos países em que foi lançada, e alcançando o primeiro lugar em mais de 10 países. Até o final de julho de 2018 o videoclipe contava com mais de 1,8 bilhões de visualizações, sendo um dos 35 vídeos mais vistos do YouTube.
Walker estreou uma performance ao vivo de "Faded" com Iselin Solheim e suporte de cordas em 27 de fevereiro de 2016 no X Games Oslo 2016. A performance foi transmitida ao vivo na televisão norueguesa.

## Música de fundo
A música progressiva da casa "Faded" é uma versão renovada do antigo electro house de Walker, "Fade", que foi lançada através da gravadora NoCopyrightSounds em 2014.
Na criação de "Fade", Walker foi inspirado pelo som do produtor de música Ahrix em sua faixa "Nova" a partir de 2013. Em algumas entrevistas, ele afirmou: "As melodias e a forma como a pista progride são o que é tão único e é o que me inspirou a criar "Fade", que mais tarde se tornou "Faded". O estilo é inspirado pelo produtor norueguês K-391. A melodia, eu não sei de onde veio, mas eu tento Deixe minhas emoções e sentimentos ter uma grande influência nas melodias que produzo ". Na criação de "Fade", Walker foi inspirado pelo som do produtor de música Ahrix em sua faixa "Nova" a partir de 2013. Em algumas entrevistas, ele afirmou: "As melodias e a forma como a pista progride são o que é tão único e é o que me inspirou a criar "Fade", que mais tarde se tornou "Faded". O estilo é inspirado pelo produtor norueguês K-391. A melodia, eu não sei de onde veio, mas eu tento Deixe minhas emoções e sentimentos ter uma grande influência nas melodias que produzo ".
Enquanto a estrutura e a melodia são quase idênticas a "Fade", "Faded" é visivelmente diferente por sua introdução de piano; com backing vocals de Iselin Solheim e produção melhorada.
A música é definida em tempo comum e tem um ritmo de 90 batimentos por minuto. Tendo a progressão de acordes de E ♭ m-C ♭ -G ♭ -D ♭, a música é escrita na chave de E ♭ menor.

## Desempenho gráfico
"Faded" tornou-se um sucesso comercial mundial após sua liberação, superando gráficos de singles noruegueses, finlandeses e suecos, além de entrar no top 3 no quadro de singles dinamarqueses. A música alcançou o número um em mais de dez países e no top 5 em mais de 25 países.
Também foi traçado em vários países, incluindo Austrália, Áustria, Bélgica, Canadá, França, Alemanha, Indonésia, Irlanda, Itália, Letônia, Malásia, Holanda, Nova Zelândia, Suíça, Espanha, Reino Unido e Estados Unidos. Ele também alcançou o número um das Shansh Worldwide Top 100 Popular Songs em fevereiro de 2016, e em março de 2016, tornou-se a música mais Shazamed do mundo.
O seu vídeo musical no YouTube chegou a 1 bilhão de visualizações em 26 de março de 2017 e recebeu mais de 1,5 bilhão de visualizações até o momento, tornando-se o 33º vídeo mais visto do YouTube. É também um dos 10 vídeos mais gostados do YouTube com mais de 9,8 milhões de gostos, além de ter o índice mais alto do que para a aversão no momento de 97,43%.
No Spotify, "Faded" tem mais de 770 milhões de fluxos a partir de janeiro de 2018 e é uma das 30 músicas mais transmitidas.

## Performances ao vivo
Várias vocalistas cantaram a música Faded ao vivo com Alan Walker. Além de Iselin Solheim, que também é o cantor original da gravação, a música também foi tocada ao vivo com Ingrid Helene Håvik (vocalista da Highasakite), Tove Styrke, Alexandra Rotan, Angelina Jordan, Zara Larsson e Torine Michelle. Em 4 de novembro de 2017, Alan Walker tocou a música ao vivo na cerimônia de encerramento do Campeonato Mundial da Liga das Legendas de 2017 em Pequim.

## Vídeo da música

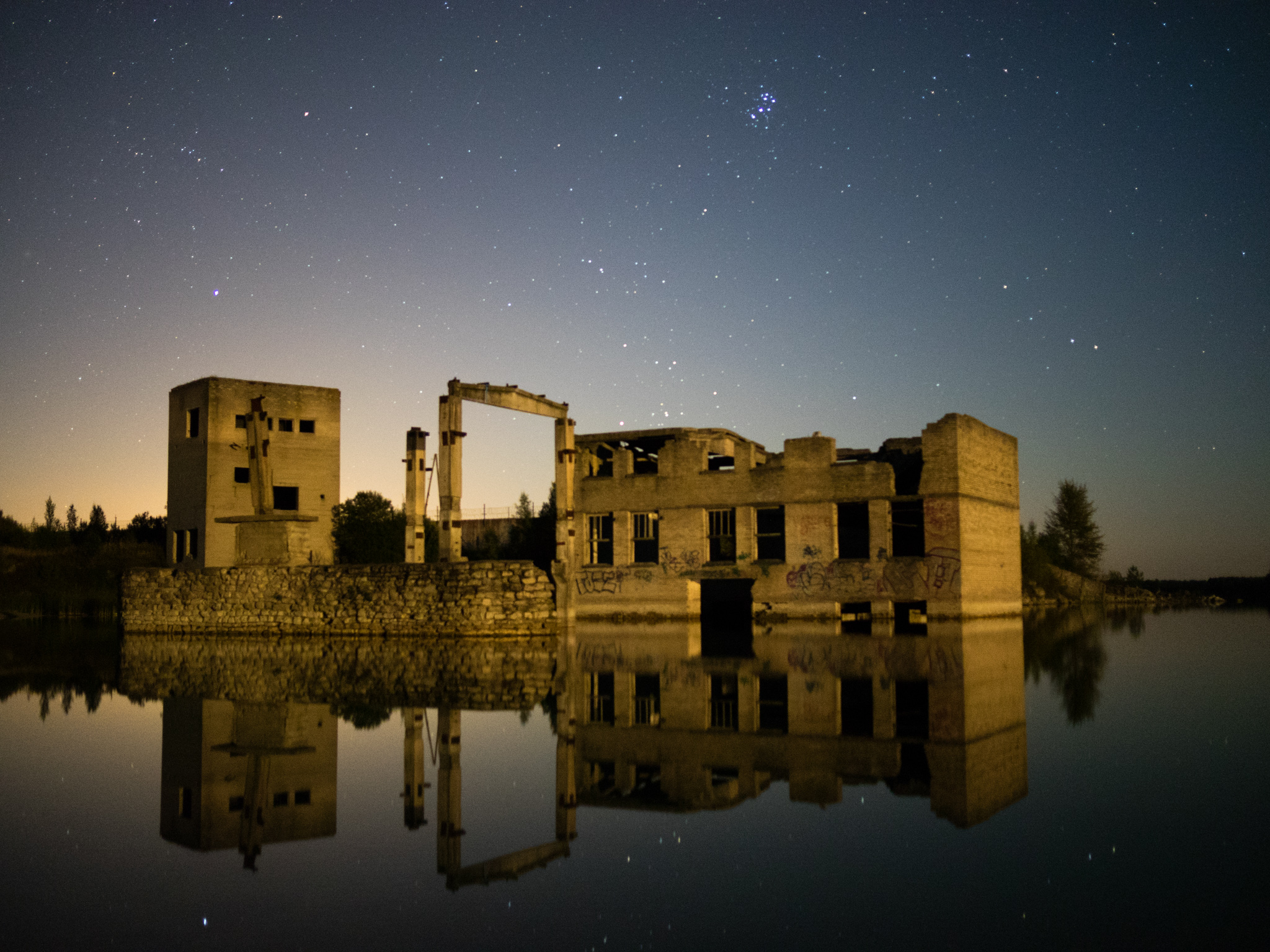
Restos dos edifícios úteis da pedreira Rummu na água à noite em 5 de setembro de 2014.

Um video musical foi lançado, com Shahab Salehi como o protagonista. O vídeo foi filmado na pedreira de Rummu na Estônia e produzido e editado por Bror Bror e dirigido por Rikkard e Tobias Häggbom, com Rikkard Häggbom também como diretor de fotografia.

### Sinopse
O vídeo mostra um jovem vestido de vestimenta de estilo bloco preto, incluindo uma máscara, vagando com sua mochila e uma fotografia de sua casa na mão. Ele atravessa áreas abandonadas, incluindo edifícios devastados de alta elevação e estruturas abandonadas, um S.O.S. Flare é usado por ele em um ponto para explorar um edifício escuro. Guiado pela foto, ele finalmente localiza sua casa, mas encontra em ruínas. Com um olhar final em sua casa, ele remove sua máscara, como o vídeo desaparece em preto.

### Locais de filmagem

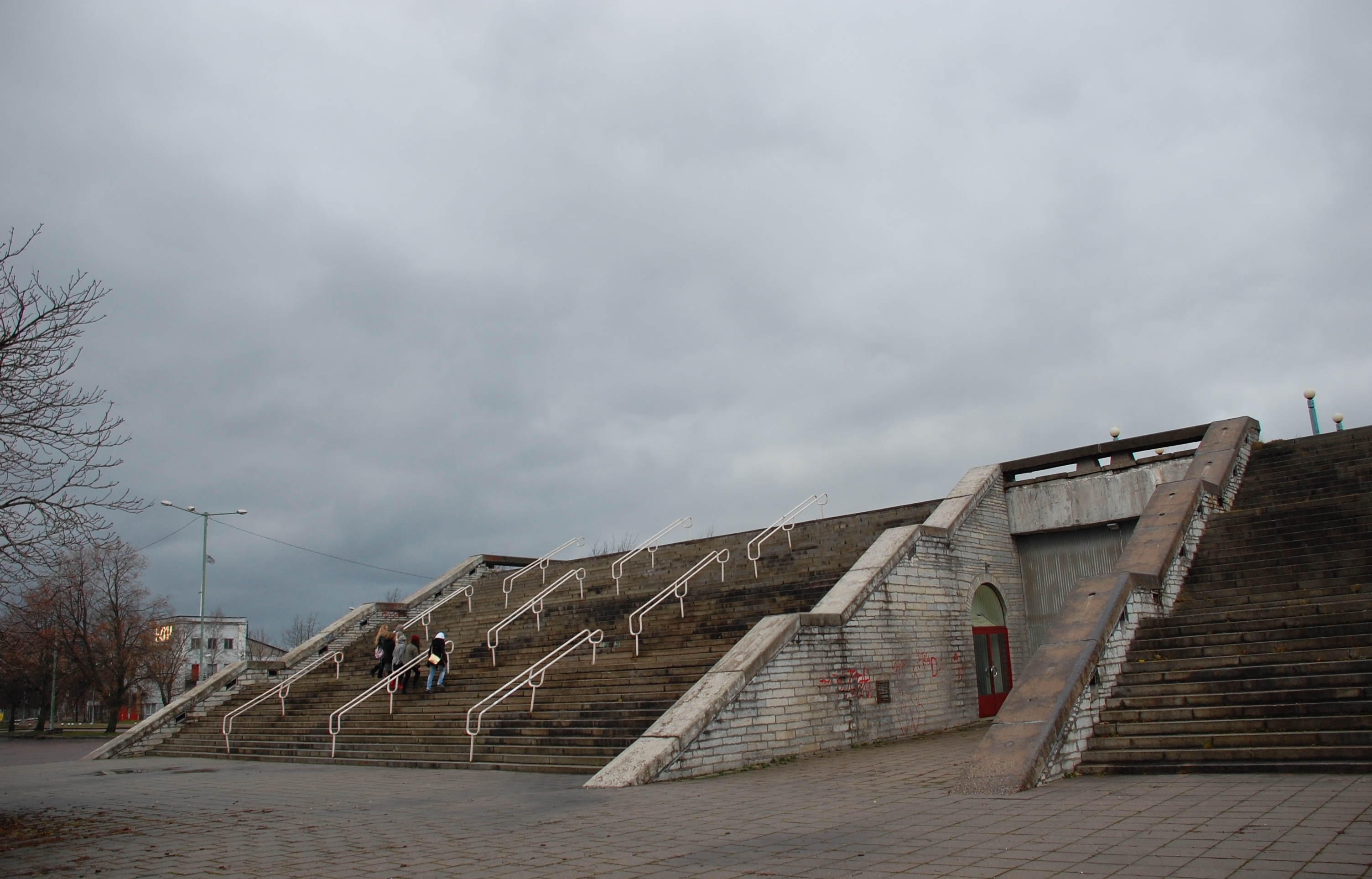
Tallinn Linnahall

O vídeo foi filmado na Estônia, e concentrou-se principalmente em edifícios abandonados ou em condições precárias. A maioria dos locais de filmagem são intercalados no vídeo e não aparecem em uma ordem contínua.
Os locais notáveis incluem o edifício Linnahall (construído a partir de pedra calcária), um fabrico de têxteis em desuso e um edifício de concertos ao vivo no Põhja puiestee 7 em Tallinn; a antiga prisão de Rummu, a pedreira de calcário Rummu  e o lago ao lado da ponta de destruição adjacente na paróquia de Vasalemma; e alguns locais ao redor da cidade de Paldiski. O último tiro apresenta as ruínas de um prédio perto da costa na península de Pakri, mesmo à saída de Paldiski, nos arredores da aldeia de Laoküla, na freguesia de Keila.

## Versão acústica

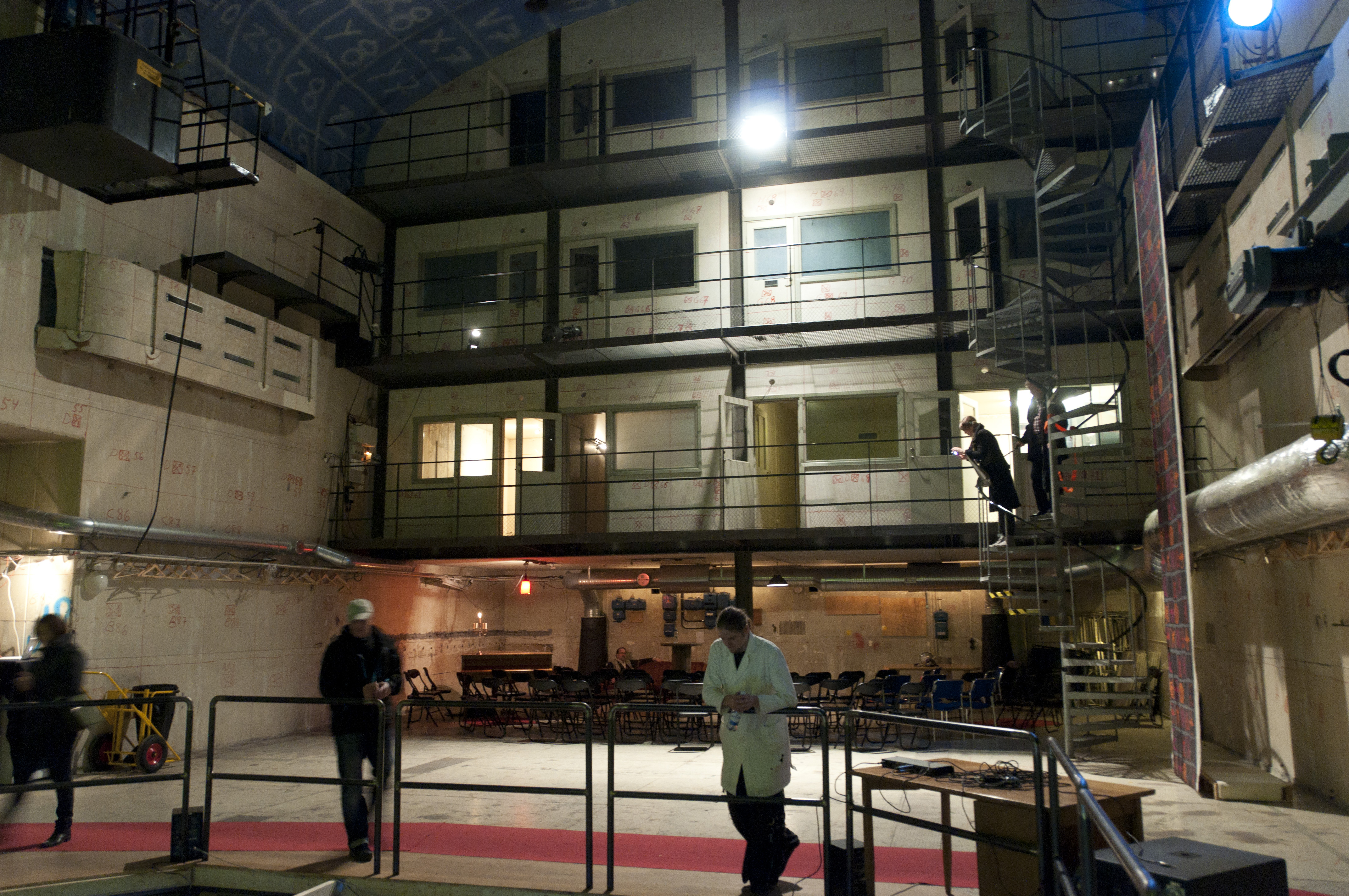
R1 Sala do reator em 2010.

Em 11 de fevereiro de 2016, Alan Walker publicou uma versão acústica da música chamada "Faded (Restrung)". A música é realizada com um piano e cordas, com todos os elementos EDM retirados. Walker escreveu em uma nota para o FADER, que ele havia decidido uma versão alternativa de "Faded", de modo a "destacar outros aspectos da música, apresentá-la a outra audiência que possa gostar da voz de Iselin olheim] e as melodias, mas não suportam as partes eletrônicas dela ".
O video musical para "Restrung" apresenta Walker, Iselin Solheim e um conjunto de cordas de 11 pessoas que se apresentam na sala do reator do R1 desmontado, o primeiro reator nuclear da Suécia. O elenco estava usando os hoodies de marca que exibiam o logotipo do artista Alan Walker composto por suas iniciais estilizadas. A sala do reator R1 está localizada no subsolo do Real Instituto de Tecnologia da Suécia (KTH) em Estocolmo.
A mesma equipe que criou o video para "Faded", também fez o video musical para "Restrung" - Bror Bror foi o produtor, Rikkard e Tobias Häggbom dirigiram, e Shahab Salehi foi creditado como assistente. A atmosfera de filmagem se assemelha bastante à de "Desvanecido"; de acordo com o vídeo de bastidores de Alan Walker, o vídeo "Restrung" foi filmado como uma continuação do tipo de vídeo original "Faded".